# Estranei a partire da ieri
Estranei a partire da ieri è una canzone scritta da Daniele Coro e Federica Camba e prodotta da Simone Papi. È il singolo di lancio per il primo vero e proprio album di Alessandra Amoroso, Senza nuvole.

## Descrizione
Il brano viene mandato in onda per la prima volta lunedì 24 agosto 2009 da Rtl 102.5. Viene reso disponibile su iTunes il 28 agosto 2009. Secondo la classifica FIMI del 2009 è il quarantunesimo brano più scaricato nel 2009 in Italia.
Il brano viene incluso in due compilation del 2013: Je t'aime 2013 e Le 100 canzoni italiane di oggi.
Nel 2015 viene incisa la versione spagnola del brano, dal titolo Extraños, contenuta nell'album Alessandra Amoroso.

## Video musicale
Il videoclip del brano viene pubblicato per la prima volta sul sito di Mtv il giorno 21 settembre. La storia comincia con una ragazza che festeggia il compleanno con gli amici e il proprio ragazzo. Questo ragazzo entra per la seconda volta nella scena del compleanno in compagnia di Alessandra: non è altro che un flashback. Il video torna indietro e segue la storia di Alessandra Amoroso, in compagnia di questo ragazzo, di nome Gianni. La coppia vive la propria relazione d'amore, e vengono mostrati diversi momenti della storia fra i due. Verso la fine del video Alessandra sembra vincere un biglietto, un viaggio, ma trova Gianni con una lettera ed una foto di una ragazza. La ragazza è la nuova fidanzata di Gianni, quella che all'inizio - e anche alla fine - festeggiava il compleanno con Gianni, gli altri amici, e con un'Alessandra consapevole della fine della storia fra i due.
Nel video Alessandra scrive una lettera a Gianni, forse perché insicura della loro relazione. In realtà il testo di questa lettera non è altro che il testo della canzone.

## Tracce
Download digitale
1. Estranei e partire da ieri – 4:04 (Federica Camba e Daniele Coro)

## Formazione
- Alessandra Amoroso - voce
- Simone Papi - tastiera, organo Hammond, pianoforte
- Giorgio Secco - chitarra acustica, chitarra elettrica
- Cesare Chiodo - basso
- Diego Corradin - batteria
- Federica Camba - cori

## Classifiche
| Classifica (2009) | Posizione più alta |
| ----------------- | ------------------ |
| Italia            | 6                  |

### Classifiche di fine anno
| Classifica (2009) | Posizione |
| ----------------- | --------- |
| Italia            | 41        |